# سیارک ۱۷۰۴۵
سیارک ۱۷۰۴۵ (به انگلیسی: 17045 Markert، نامگذاری:1999FV32) هفده هزار و چهل و پنجمین سیارک کشف شده‌است که در ۲۲ مارس ۱۹۹۹ کشف شد.
قدر مطلق سیارک برابر ۱۴٫۱۰ است.